# Гімн лужицьких сербів

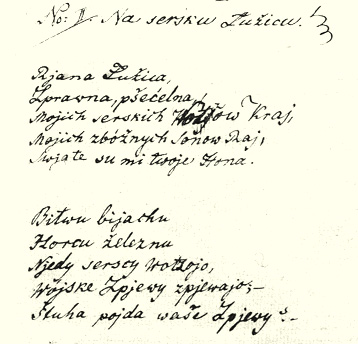
Початок рукопису Гандрія Зейлера

Прекрасна Лужиця (в.-луж. Rjana Łužica, н.-луж. Rědna Łužyca) — національний гімн серболужичан.

## Історія
24 серпня 1827 року 23-річний сербський студент теології Гандрій Зейлер, який пізніше став одним з найважливіших представників лужицької національного відродження, та який був членом Сербського проповідницького суспільства (Łużycke prědarske towarstwo), написав в рукописної лейпцизьким газеті «Serbska Nowina» вірш з шести строф під назвою «Na sersku Łužicu». У тому ж році Корла Беньямін Хатас (1806—1839) першим написав для нього музику.

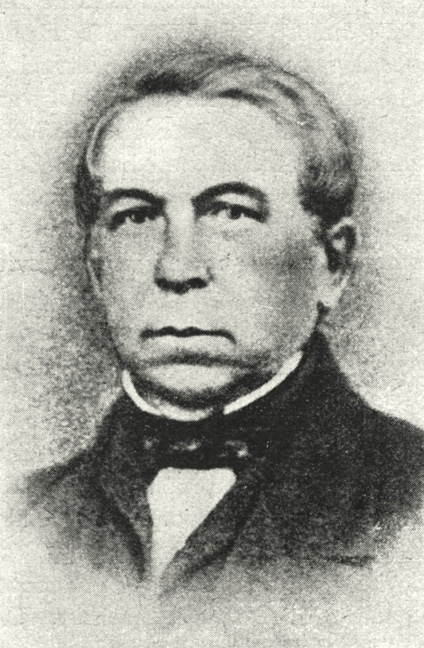
Гандрій Зейлер (1804-1872)
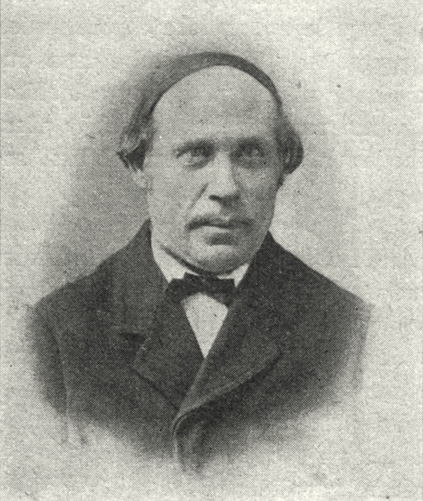
Корла Август Коцор (1822-1904)

Після 1844 року зав'язалася дружба двох людей мистецтва — поета Зейлера і композитора Корла Августа Коцора, якій судилося тривати до кінця їхнього життя. Коцор склав на текст Зейлера нову мелодію в 1845 році. Новостворена пісня була вперше зіграна і заспівана 17 жовтня 1845 року в Бауцене на організованому Коцором першому Сербському святі пісні. Популярність цього вірша з мелодією стала рости так швидко, що згодом воно було зведено в ранг сербського гімну, який виконується і понині, проте, в двох версіях (початок і кінець оригінального вірша). Гайдріх Йордан перевів його текст на нижньолужицьку мову.

## Прекрасна Лужиця
| Верхньолужицька мова | Нижньолужицька мова | Переклад |
| --- | --- | --- |
| Rjana Łužica, sprawna, přećelna, mojich serbskich wótcow kraj, mojich zbóžnych sonow raj, swjate su mi twoje hona! Časo přichodny, zakćěj radostny! Ow, zo bychu z twojeho: klina wušli mužojo, hódni wěčnoh wopomnjeća! | Rědna Łužyca, spšawna, pśijazna, mojich serbskich woścow kraj, mojich glucnych myslow raj, swěte su mě twoje strony. Cas ty pśichodny, zakwiś radostny! Och, gab muže stanuli, za swoj narod źěłali, godne nimjer wobspomnjeśa! | Прекрасна Лужиця, милосердна, шаноблива, моїх сербських отців край, моїх щасливих мрій рай, священні для мене твої пасовища. Часе прийдешній: процвітай радісно! О, хай народить твоє лоно: тільки благородних людей, гідних вічної пам'яті! |

В оригінальній версії Зейлера було ще дві строфи, які відзначаються сильною меланхолією та звернені до невизначеного майбутнього лужичан:
| Верхньолужицька мова | Переклад |
| --- | --- |
| Bitwu bijachu, horcu, železnu, něhdy serbscy wótcojo, wójnske spěwy spěwajo. Štó nam pójda waše spěwy? Boha čorneho, stare kralestwo: rapak nětko wobydli, stary moch so zeleni, na skale, kiž wołtar běše. | Битву гарячу, скуту з залізу, одного разу сербські отці військові пісні співали. Що нам розповідять ваші пісні? Бога чорного: старе королівство, що стало притулком ворона, старий вівтар став просто каменем, порослим зеленим мохом. |